# Espagne aux Jeux olympiques d'hiver de 1972
Cet article contient des informations sur la participation et les résultats de l'Espagne aux Jeux olympiques d'hiver de 1972, qui ont eu lieu à Sapporo au Japon.

## Médaillés
Francisco Fernández Ochoa remporte la première médaille de l'Espagne aux Jeux olympiques d'hiver.
| Médaille | Nom                       | Sport     | Épreuve       |
| -------- | ------------------------- | --------- | ------------- |
| Or       | Francisco Fernández Ochoa | Ski alpin | Slalom hommes |

## Résultats

### Ski alpin
| Athlète                   | Épreuve      | Course 1      | Course 1 | Course 2      | Course 2 | Total         | Total |
| Athlète                   | Épreuve      | Temps         | Rang     | Temps         | Rang     | Temps         | Rang  |
| ------------------------- | ------------ | ------------- | -------- | ------------- | -------- | ------------- | ----- |
| Francisco Fernández Ochoa | Slalom géant | Disqualifié   | –        | –             | –        | Disqualifié   | –     |
| Aurelio García            | Slalom géant | 1 min 37 s 28 | 27       | 1 min 42 s 45 | 25       | 3 min 19 s 73 | 25    |

| Athlète                   | Qualification | Qualification | Final   | Final | Final   | Final | Final         | Final         |
| Athlète                   | Temps         | Rang          | Temps 1 | Rang  | Temps 2 | Rang  | Total         | Rang          |
| ------------------------- | ------------- | ------------- | ------- | ----- | ------- | ----- | ------------- | ------------- |
| Aurelio García            | 1 min 43 s 39 | 1             | 57 s 61 | 14    | 55 s 51 | 14    | 1 min 53 s 12 | 12            |
| Francisco Fernández Ochoa | bye           | bye           | 55 s 36 | 1     | 53 s 91 | 2     | 1 min 49 s 27 | Médaille d'or |

#### Femmes
| Athlète       | Épreuve      | Course 1        | Course 1 | Course 2 | Course 2 | Total           | Total |
| Athlète       | Épreuve      | Temps           | Rang     | Temps    | Rang     | Temps           | Rang  |
| ------------- | ------------ | --------------- | -------- | -------- | -------- | --------------- | ----- |
| Conchita Puig | Descente     |                 |          |          |          | 1 min 42 s 37   | 29    |
| Conchita Puig | Slalom géant |                 |          |          |          | Disqualifiée    | –     |
| Conchita Puig | Slalom       | N'a pas terminé | –        | –        | –        | N'a pas terminé | –     |